# Ptychomitrium rugosum
Ptychomitrium rugosum là một loài rêu trong họ Ptychomitriaceae. Loài này được (Mitt.) A. Jaeger mô tả khoa học đầu tiên năm 1874.